# المزروفة
المزروفة  قرية سوريّة تتبع إداريّاً لمحافظة حلب منطقة الباب ناحية عريمة، بلغ تعداد سكانها 288 نسمة حسب التعداد السكاني لعام 2004.